# Sessilanthera
Sessilanthera är ett släkte av irisväxter. Sessilanthera ingår i familjen irisväxter.
Kladogram enligt Catalogue of Life:
| Sessilanthera | \| \| Sessilanthera citrina \| \| \| \| \| \| Sessilanthera heliantha \| \| \| \| \| \| Sessilanthera latifolia \| \| \| \| |
|               | \| \| Sessilanthera citrina \| \| \| \| \| \| Sessilanthera heliantha \| \| \| \| \| \| Sessilanthera latifolia \| \| \| \| |
|               | Sessilanthera citrina |
|               | |
|               | Sessilanthera heliantha |
|               | |
|               | Sessilanthera latifolia |
|               | |